# Kanadské muzeum civilizace
Kanadské muzeum civilizace (francouzsky Musée canadien des civilisations, anglicky Canadian Museum of Civilization) je kanadské národní muzeum zaměřené na historii lidské civilizace. Nalézá se v Gatineau v provincii Québec a leží přímo přes řeku Ottawu proti budově kanadského parlamentu v Ottawě.
Muzeum se zabývá sběrem, zkoumáním a archivováním předmětů ilustrujících vývoj lidstva, zejména se zřetelem na dějiny Kanady a také na její původní obyvatelstvo.
Muzeum bylo založeno v roce 1856 a dnes má zhruba 1 300 000 návštěvníků ročně, což jej dělá nejnavštěvovanějším kanadským muzeem.